# We'wha

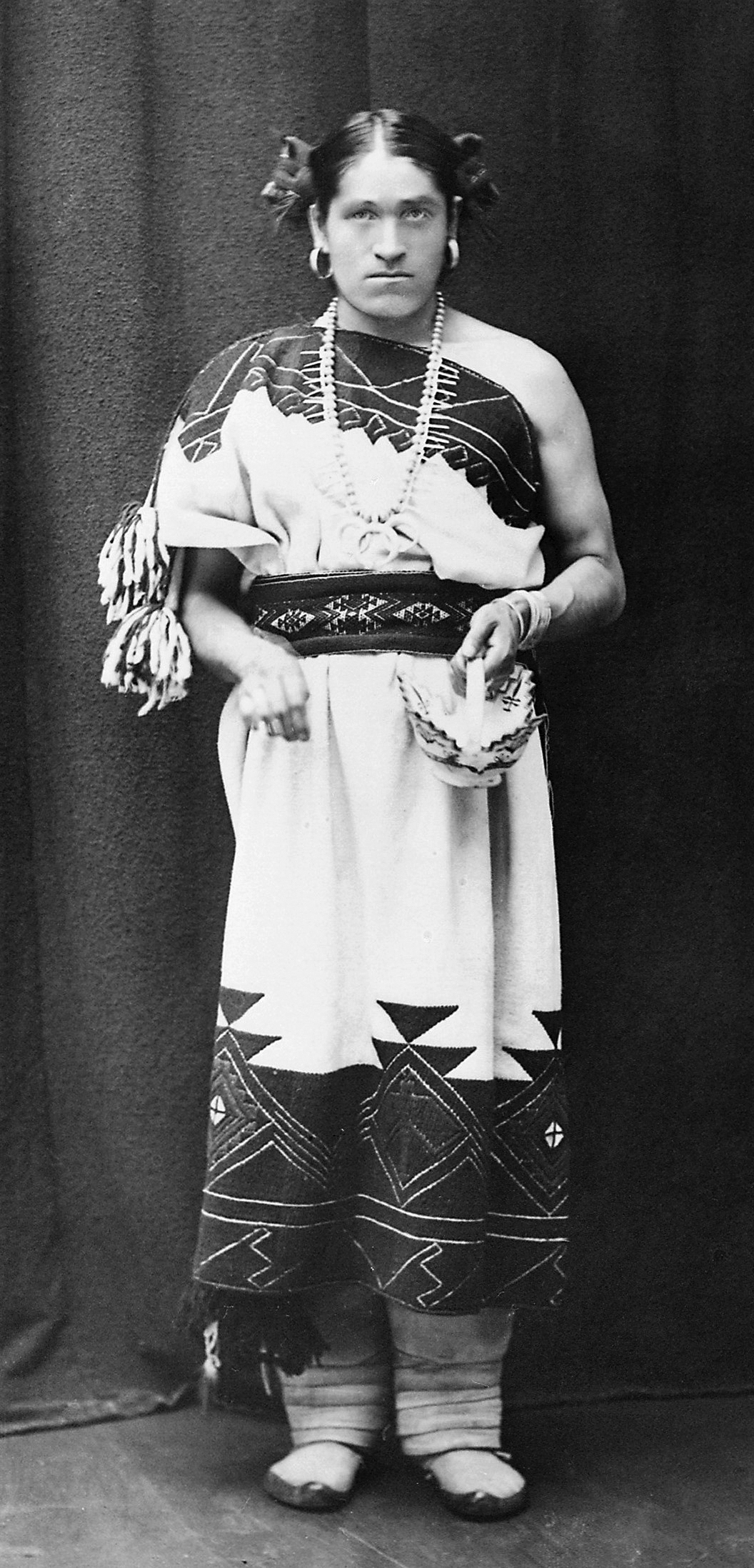
We'wha (vers 1870).

We'wha [ˈwi ˈwɑ], née en 1849 au Nouveau-Mexique et morte en 1896 au même lieu, est considérée comme le membre le plus connu des lhamanas, un genre zuñi caractérisant des personnes de corps masculin vivant de manière féminine. Dans le cas de We'wha, cela signifiait qu'elle s'occupait de cuisine, de poterie ou de tissage, des activités traditionnelles des femmes zuñi. Cependant, We'wha participait également à des domaines considérés comme masculins chez les Zuñis tels que la paysannerie et la conduite de rituels religieux. We'wha assumait ainsi un rôle particulier pour une lhamana, car ses pairs n'effectuaient de manière générale exclusivement que des travaux féminins et physiquement difficiles. L'identité de genre de We'wha a été controversée sur la base de différentes compréhensions anthropologiques.
Grâce à sa bonne connaissance de l'anglais, We'wha jouissait non seulement d'une bonne réputation auprès des colons blancs voisins, mais elle aidait également l'éthnologue Matilda Coxe Stevenson dans ses archives sur les Zuñis. Dans le cadre de cette collaboration, We'wha a également rencontré Grover Cleveland, alors Président, et a contribué à mieux faire connaître le peuple zuñi dans la science américaine.

## Premières années
We'wha est née en 1849 dans le pueblo Anthill at the Middle of the World, sur ce qui est aujourd'hui la frontière entre l'Arizona et le Nouveau-Mexique. Cette année-là, sa tribu établit son premier contact avec les colons blancs des environs. Ceux-ci laissèrent les Zuñis tranquilles, lesquels en retour soutinrent les colons dans leurs conflits territoriaux avec les Navajos et les Apaches, qui étaient les ennemis des Zuñis à cette époque. Cependant, les colons ont introduit la variole dans le pays, dont les parents de We'wha sont morts quatre ans plus tard. Les enfants ont été adoptés par une des sœurs de leur père. Malgré ce nouvel environnement, We'wha est restée membre des clans de ses parents, les Donashi:kwi et les Bit'chi:kwe, et a participé à leurs rites traditionnels. Le père adoptif, José Palle, était un prêtre de la pluie et occupait ainsi une position élevée dans la culture zuñi. À partir de ce moment, We'wha fut membre de la famille la plus riche du pueblo : leur habitation était la plus grande du village et servait non seulement de lieu de travail à Palle, mais aussi de salle de cérémonie pour les importants hommes-médecine ihewe:kwe.
Dans la culture zuñi de cette époque, certains enfants étaient identifiés comme lhamana. Cela signifiait que, malgré leur sexe biologiquement masculin, elles apprenaient des tâches typiques des femmes, comme l'artisanat ou la cuisine. Elles portaient des vêtements pour hommes et pour femmes. Certaines lhamanas étaient également investies dans les domaines réservés aux hommes, comme la chasse,. We'wha a pris part pour la première fois aux rituels religieux des garçons à l'âge de douze ans, mais a reçu les enseignements des femmes quelques années plus tard. Elles ont appris à We'wha comment préparer la semoule de maïs et la poterie, entre autres choses.
Au même moment, en 1864, les colons et les Zuñis remportent une bataille contre les Navajos. Après avoir été exilés dans une réserve indienne, certains Zuñis, dont la famille de We'wha, se sont réinstallés dans la zone qu'ils avaient abandonnée. We'wha était responsable de la ferme réimplantée là-bas, assumant une fois de plus une tâche typiquement masculine dans la culture zuñi.

## Vie avec les missionnaires
Au début des années 1870, We'wha continua de s'occuper de la ferme familiale, mais en raison de l'âge de sa tante, elle et une sœur assumèrent également davantage de tâches ménagères. En 1877, des missionnaires protestants sont arrivés dans la colonie dans le cadre de la politique de paix de la Grant Administration. Cette stratégie ne visait plus à isoler les peuples autochtones des États-Unis du reste de la population en les enfermant dans les réserves, comme c'était le cas auparavant, mais à les intégrer dans la société par la conversion au christianisme.
Taylor Filmore Ealy, pasteur et médecin presbytérien, vécut dans le pueblo à partir du 12 octobre 1878, avec sa femme, ses deux filles et un enseignant suppléant. Avec ce dernier, il était censé diriger l'école construite un an plus tôt pour les enfants de la tribu. We'wha aida la femme d'Ealy à s'occuper de leurs enfants et des tâches ménagères, à coudre des vêtements pour les villageois et, à l'occasion, à enseigner à l'école. Le couple payait We'wha en vêtements de haute qualité. En 1881, les missionnaires quittèrent à nouveau le village car il n'y avait eu aucun succès missionnaire, l'école n'avait presque aucune influence sur les habitants et était finalement restée inutilisée.

## Amitié avec Matilda Coxe Stevenson
We'wha rencontra l'éthnologue Matilda Coxe Stevenson en 1881. Stevenson participait à une expédition de recherche sur les Zuñis avec son mari James Stevenson au nom de la Smithsonian Institution et fut impressionnée par la gentillesse et l'intelligence de We'wha à leur arrivée, selon les notes de son journal. Elle a également noté que We'wha était à la fois respectée et crainte par les adultes du pueblo pour son tempérament affirmé et colérique, mais qu'elle était très appréciée des enfants parce qu'elle les traitait avec amour.
Selon Stevenson, We'wha accomplissait des tâches rituelles et judiciaires censées être des affaires d'hommes, tout en accomplissant également les tâches réservées aux femmes telles que la lessive et le jardinage. Grâce aux visites régulières de Stevenson entre 1881 et 1896, une étroite amitié s'est développée entre elle et We'wha. Pendant cette période, We'wha a également renforcé les relations entre les Zuñis et les blancs grâce à sa connaissance toujours meilleure de l'anglais.

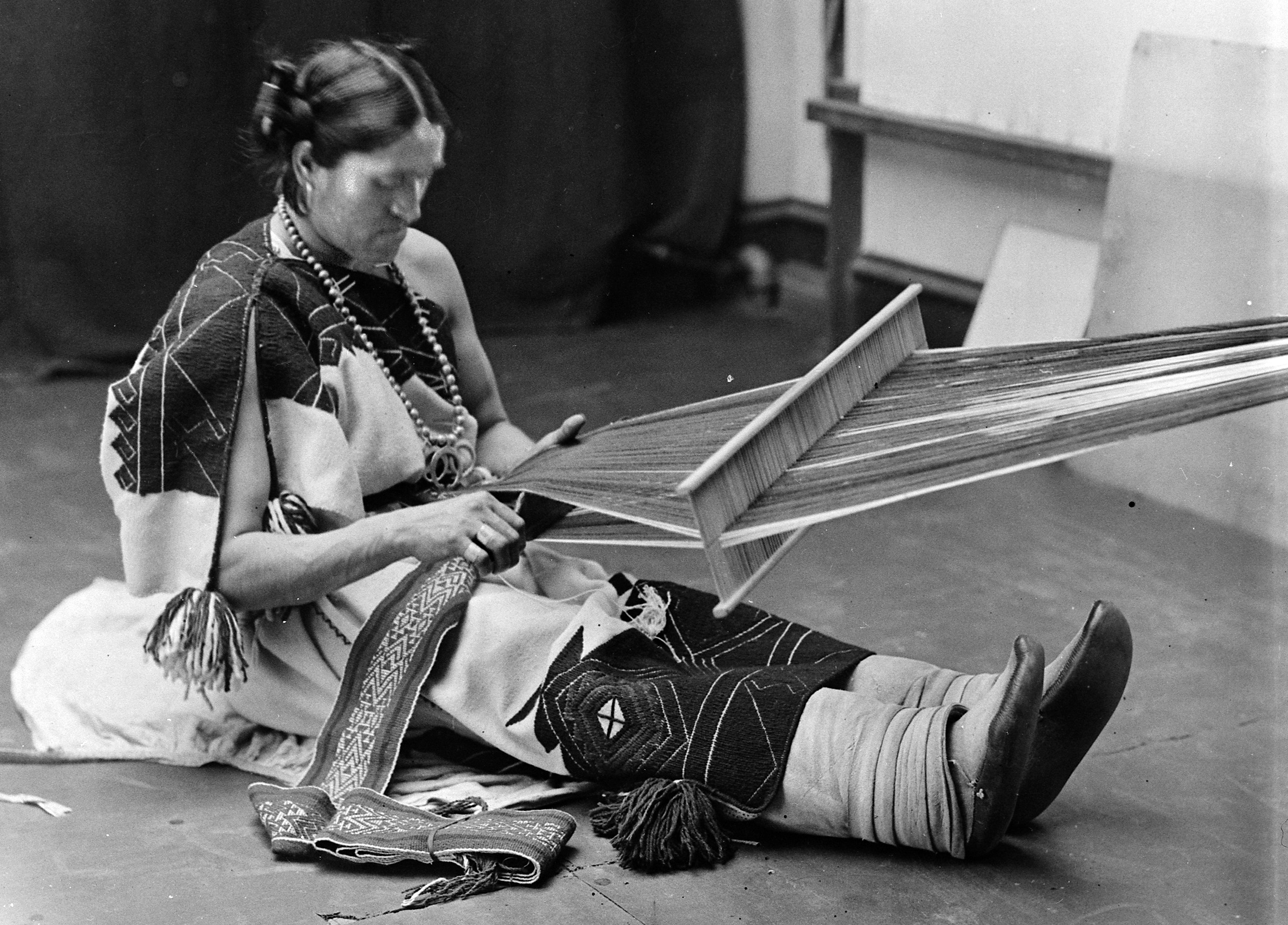
We'wha tissant (vers 1885).

Lors de leur première visite, Stevenson a expliqué l'utilisation du savon à la tribu. Peu de temps après, We'wha commença à l'utiliser pour laver les vêtements des missionnaires, recevant toujours quelques dollars en argent en retour. We'wha allait même jusqu'à Fort Wingate et nettoyait les vêtements des soldats et de la famille d'un capitaine. We'wha lavait également pour les colons de l'extérieur, ce qui fait d'elle l'une des rares Zuñis d'alors à travailler pour la population blanche contre rémunération. Ces personnes étaient principalement des lhamanas, car elles étaient plus adroites que les hommes de la tribu, mais physiquement plus fortes et endurantes que les femmes.

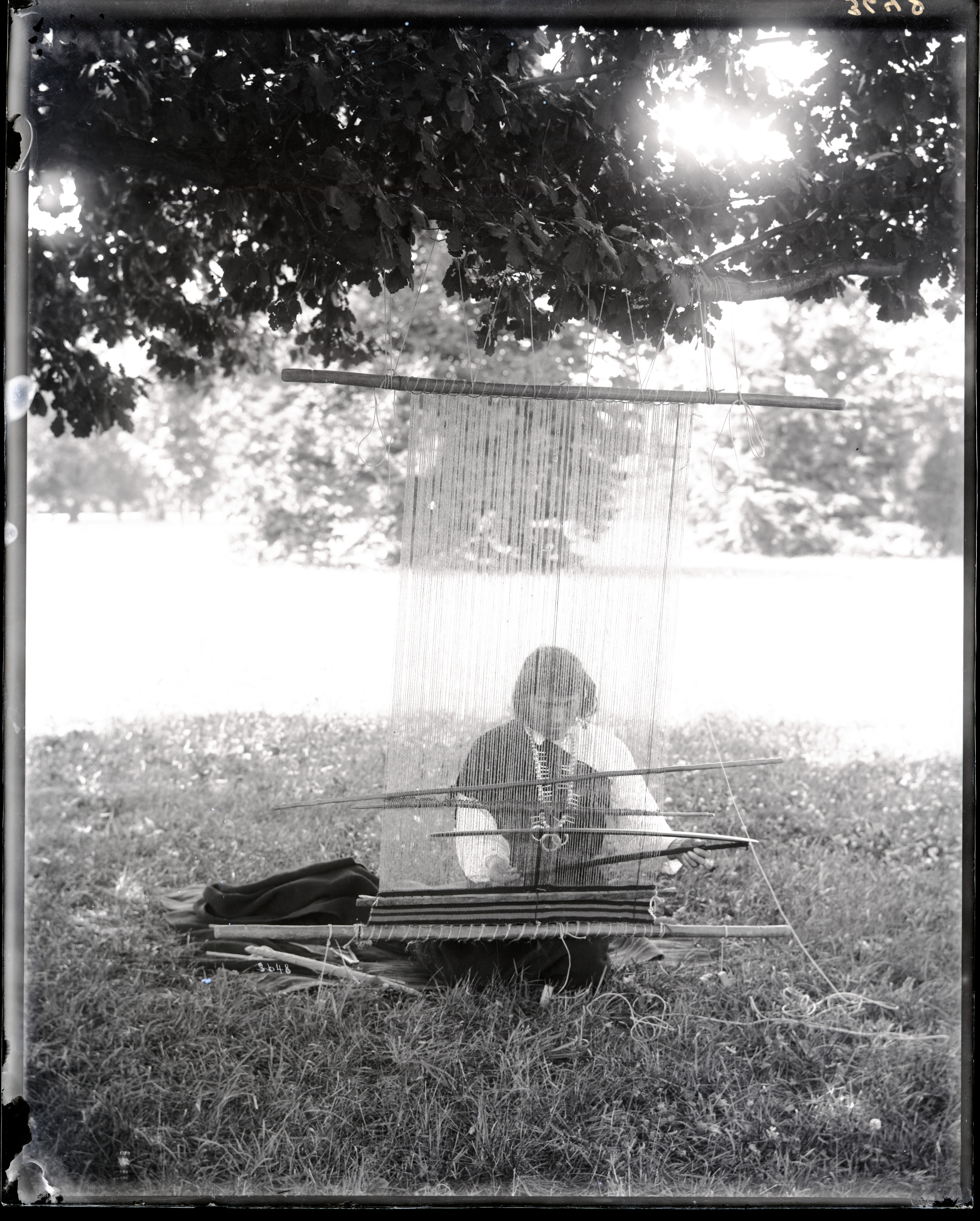
We'wha au métier à tisser lors d'une visite à Washington, vers 1890.

Stevenson a demandé à We'wha en 1885 de fabriquer de la poterie traditionnelle zuñi qui a été exposée au musée national d'histoire américaine à Washington, DC. Ce n'était pas complètement désintéressé : parce que ses rapports sur le peuple zuñi que We'wha avait contribué à produire avaient suscité un grand intérêt, Stevenson voulut présenter We'wha à des personnes influentes afin d'obtenir des fonds pour de nouvelles expéditions et de nouveaux membres pour la Women's Anthropological Society of America qu'elle dirigeait,. We'wha faisait non seulement de la poterie, mais elle a également tissé et fabriqué de nombreux paniers, robes, couvertures et écharpes qui ont attiré l'attention de l'écrivain naturaliste alors populaire George Wharton James.
Dans le cadre de l'exposition, Stevenson a voyagé avec We'wha et d'autres Zuñis à Washington en 1885, où We'wha a vécu avec les Stevenson pendant six mois pendant lesquels les membres de la haute société s'enthousiasmèrent de ce qu'ils considéraient comme la charmante personnalité de We'wha. We'wha et Stevenson ont même été accueillis à la Maison Blanche par le président Grover Cleveland. We'wha fit une impression très positive sur le président et sa femme Frances Cleveland, qui discuta avec Stevenson de l'importance de son domaine et de ses recherches. La renommée de Stevenson dans les cercles scientifiques a tellement augmenté que quelques années plus tard elle est devenue la première femme à obtenir un poste à la Smithsonian Institution.

## Dernières années
Peu de temps après le retour de We'wha au village, un conflit éclata entre les Zuñis et le gouvernement américain à propos de l'échec des efforts évangélisateurs et du refus de la tribu d'être déportée dans une réserve indienne. À la suite de ces tensions, We'wha et cinq autres Zuñis de haut rang qui dirigeaient des rituels religieux ont été arrêtées par des soldats américains. We'wha fut envoyée dans une prison locale pendant un mois, bien que les accusations exactes ne soient pas claires. Selon un témoignage oculaire, les allégations concernaient une prétendue sorcellerie et sa résistance menée face au pouvoir de l'État.
We'wha est décédé en 1896 à l'âge de 46 ou 47 ans des suites d'une maladie cardiaque lors de la fête traditionnelle annuelle des récoltes de Shalako. Les membres de la tribu ont décrit la mort de We'wha comme une catastrophe. Ils l'ont également trouvée suspecte puisque la santé de We'wha s'était soudainement détériorée. Parce qu'un Ihewe:kwe a affirmé que le cœur de We'wha avait été empoisonné par du mouton, Marita, un membre âgé de la tribu, a été soupçonnée de meurtre. Une rumeur prétendait qu'elle aurait demandé de la viande à We'wha en vain, et c'est pourquoi, selon les Zuñis, elle aurait ensorcelé We'wha par colère. La tribu a déclaré Marita coupable lors d'une parodie de procès et l'a torturée à plusieurs reprises. De plus, en réaction à la perte de ce qu'ils considéraient comme une importante leader du village, certains Zuñis se rendirent sur les terres voisines et les pillèrent. Le gouvernement américain a utilisé les événements qui ont suivi la mort de We'wha comme prétexte pour finir de prendre le contrôle sur le mode de vie des Zuñis.
Après la mort de We'wha, très peu de garçons ont choisi de devenir lhamana. Il y avait probablement plusieurs raisons à cela. Outre la réputation plutôt médiocre des lhamanas dans la communauté rapportée par Stevenson, qui avait été grandement améliorée par la personnalité de We'wha, cela était probablement aussi dû à l'étendue réduite de leurs fonctions. Les lhamanas étaient rarement nommées pour les cérémonies religieuses car, contrairement à d’autres groupes, elles n’étaient pas reconnues en tant que « personnes saintes ». De plus, le mode de vie des Zuñis changea de plus en plus sous l'influence de la société américaine.

## Identité de genre
L'identité de genre de We'wha a été discutée à plusieurs reprises dans la recherche contemporaine. Selon l'historien Will Roscoe, qui a publié la biographie de We'wha en 1991, le terme lhamana ne pouvait pas simplement s'analyser comme une homosexualité (souvent alors assimilée au travestissement, terme utilisé par les colons pour caractériser la façon de s'habiller des lhamanas), ni comme un hermaphrodisme (qui désignait alors, en plus de l'intersexuation, les comportements genrés atypiques, comme la féminité chez les hommes), comme l'entendaient les colons de l'époque. Le terme ne correspond pas non plus aux rôles de genre occidentaux traditionnels, mais représente plutôt un troisième genre, dont les membres, selon les Zuñis, se trouvaient dans une sorte d'intermédiaire entre les hommes et les femmes. Classer We'wha comme personne trans binaire est approximatif car son identité crue, c'est-à-dire son sexe biologique, fut représenté par un pantalon placé en dessous de son cadavre, qui, lui, était vêtu d'une robe. Cette dernière représentait l'identité cuite de We'wha, formée au cours de sa vie à partir d’expériences personnelles. Roscoe, militant LGBT depuis ses années d'étudiant, a reçu pour son ouvrage, entre autres, un Lambda Literary Award du meilleur livre non-fictionnel sur un thème queer.
Le point de vue de Roscoe est partagé par certains, notamment dans le domaine des chercheurs en histoire LGBT,, tandis que d'autres le critiquent et pensent que la thèse selon laquelle les lhamanas seraient la preuve d'une attitude libérale des Zuñis, qui auraient de tout temps reconnu et toléré un troisième genre, serait une vision fantasmée et déformée par certains militants queer. Selon ces détracteurs, la tradition remonterait en fait au XVIe siècle. À cette époque, les Zuñis auraient commencé à faire des prisonniers de guerre et à les forcer à porter des vêtements féminins et à assumer des tâches féminines. Les lhamanas, plusieurs siècles plus tard, seraient en fait la continuité de ce phénomène guerrier, mais qui se serait modifié pour concerner désormais des garçons du coin qui préféreraient les activités typiquement féminines, comme la lessive. We'wha serait l'une d'entre eux, car elle aurait d'abord été considérée comme un homme et acceptée parmi les ko'tikili. Au cours des danses rituelles, ces derniers rejouaient les histoires de kachinas de différents sexes dans des vêtements adaptés à chaque rôle. Or, les Zuñis croyaient que les danseurs ne faisaient plus qu'un avec les esprits au cours de ce rituel. Cependant, le but de ces cérémonies, pour lesquelles les participants se préparaient intensivement, notamment en jeûnant ou en prenant des émétiques, n'était ni un divertissement ni un jeu avec les rôles de genre, mais plutôt une demande aux dieux de conditions météorologiques favorables pour les différentes saisons de récolte. Et dans de nombreux pueblos zuñi, les filles n'étaient pas autorisées à devenir ko'tikili ; dans le pueblo  de We'awha, seules quelques femmes adultes y furent autorisées.
Quoi qu'il en soit, ce n'est qu'à la puberté que We'wha fut confronté au libre choix de continuer à vivre comme un homme ou de devenir « officiellement » une lhamana, même si cette décision n'avait aucune influence sur son appartenance aux ko'tikili. We'wha choisit d'être lhamana, même si ces dernières faisaient l'objet du rejet et du ridicule de la part des membres de la tribu. We'wha, comme toutes les autres lhamanas, était genrée par presque toute la nation zuñi avec des pronoms féminins. D'un autre côté, We'wha fut enterrée dans un cimetière pour hommes, et lorsque Stevenson demanda avec surprise quel était le sexe de We'wha après avoir regardé son corps  déshabillé, elle reçut la réponse : « elle est un homme ».
Dans ses descriptions détaillées des Zuñis, Stevenson reste vague sur la question de l'identité de genre de We'wha. Dans son livre sur les Zuñis, publié en 1905, elle décrit sa surprise lorsque, après la mort de We'wha, elle découvrit que We'wha avait un corps d'homme mais s'était toujours vêtue de vêtements de femme, et qu'elle l'avait toujours tenue pour une femme cis bien que certains membres de la tribu l'eussent déclarée hermaphrodite. Elle continua à utiliser des pronoms féminins pour We'wha, car non seulement c'était la coutume de la tribu, mais aussi car elle-même n'aurait pas su voir son amie dévouée et fidèle sous un autre jour.
Contrairement à Stevenson, Roscoe a utilisé des pronoms masculins pour We'wha dans sa biographie et a également fait référence à la phrase She is a man. Il a interprété cela comme signifiant que, pour les Zuñis, We'wha avait toujours été considérée comme biologiquement masculine, ce qu'il a voulu retransmettre en anglais. Stevenson, en revanche, s'est abstenue d'interpréter la vision zuñi de l'identité de genre lhamana. Au contraire, elle explique dans ses notes que le « genre » des membres de la communauté zuñi est social et ne dépend pas nécessairement de leur sexe biologique.
Roscoe s'est ainsi parfois vu reprocher d'avoir présenté We'wha comme un homme homosexuel, sur la base d'une vision eurocentrique de l'homosexualité. Ce faisant, il aurait méconnu la spécificité culturelle des Zuñis, qui font pratiquement toujours référence aux lhamanas avec des pronoms féminins. Toutefois, la définition finalement toujours obscure de l'identité de genre donnée par les Zuñis ne peut être comparée aux définitions occidentales ; il convient donc de laisser ouverte la question de l'identité de genre de We'wha. Stevenson est peut-être une meilleure anthropologue comparée à Roscoe parce qu'elle est est prête à accepter différentes compréhensions de la sexualité et de l'identité de genre dans l'esprit du relativisme culturel.
We'wha elle-même ne soulevait aucune objection au genrage hésitant de Stevenson, pas plus qu'aux membres de sa famille et à ses amis qui se référaient à la lhamana généralement avec des pronoms féminins. We'wha ne s'opposa pas non plus au fait que d'autres membres de la tribu utilisaient les deux formes pour les lhamanas, pas plus qu'aux résidents de Washington qui utilisèrent des pronoms féminins. Quoi qu'il en soit, We'wha occupa une place particulière parmi les lhamanas de cette époque. Celles-ci étaient largement investies dans des domaines généralement réservés aux femmes mais physiquement exigeants, comme le plâtrage, la poterie et le tissage. We'wha, en revanche, assumait volontairement des tâches supplémentaires, qui étaient accomplies par les deux sexes.

## Distinctions
L'écrivain et professeur d'université américain Paul Elliott Russell a classé We'wha 53e dans son livre de 1995 The Gay 100 : Un classement des hommes gays et lesbiennes les plus influents, passés et présents sur les personnes queer les plus importantes de l’histoire du monde.
We'wha est immortalisée sur une plaque commémorative du Rainbow Honor Walk à San Francisco depuis novembre 2018. Celui-ci est similaire au Hollywood Walk of Fame et se compose de panneaux au sol avec des photographies et de courtes biographies de personnes LGBT du pays et de l'étranger qui, selon les initiateurs, ont eu une influence durable sur le monde.

## Hommage
Le 7 février 2025, un cratère mercurien est nommé We'wha en son honneur.